# Allodape pernix
Allodape pernix är en biart som först beskrevs av Charles Thomas Bingham 1903.  Allodape pernix ingår i släktet Allodape och familjen långtungebin. Inga underarter finns listade i Catalogue of Life.